# Epirrhoe lacteata
Epirrhoe lacteata är en fjärilsart som beskrevs av Larsen 1948. Epirrhoe lacteata ingår i släktet Epirrhoe och familjen mätare. Inga underarter finns listade i Catalogue of Life.